# 維拉錢卡山

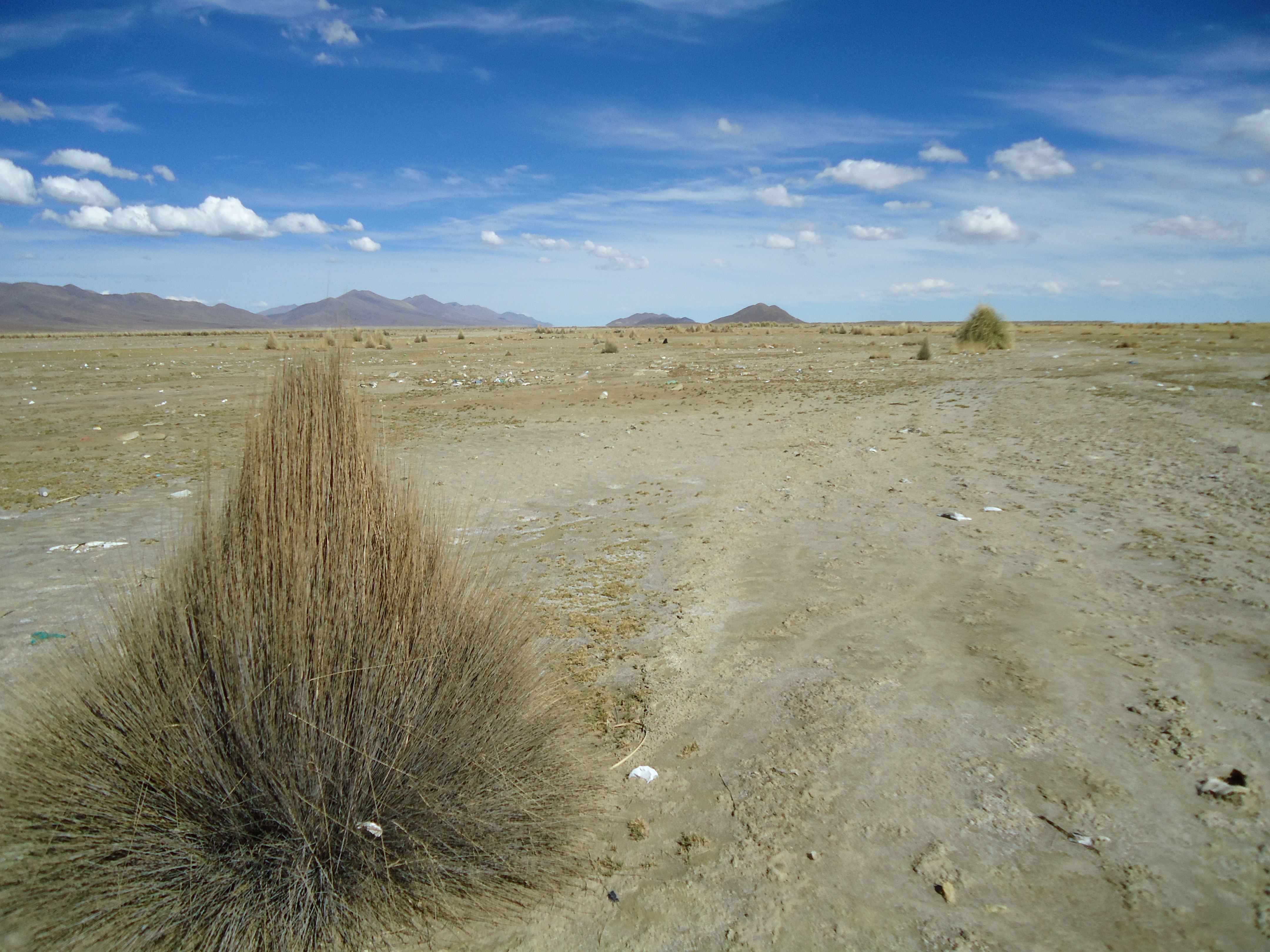

維拉錢卡山（Wila Ch'ankha），是玻利維亞的山峰，位於該國西部奧魯羅省波波县，處於波波湖以東，屬於安第斯山脈的一部分，海拔高度4,648米。
18°24′S 66°56′W / 18.400°S 66.933°W